# Julio Miranda
Julio Antonio Miranda (Manuel García Fernández, 17 de octubre de 1946-Tucumán, 6 de junio de 2021) fue un político y sindicalista argentino que fungió como presidente del Club Atlético Tucumán de 1997 a 1999, y como gobernador de la provincia de Tucumán entre 1999 a 2003. Antes y después de su mandato gubernativo ejerció también como como Senador de la Nación Argentina, representando a la misma provincia. Fue diputado entre 1983 a 1989, y convencional constituyente en 1994.

## Gobernador de Tucumán
A pesar de que sólo llegó a cuarto grado en la escuela primaria, la carrera pública de Julio Miranda comenzó como dirigente gremial del Sindicato de la Industria Petrolera (una agrupación con escaso número de adherentes en Tucumán), cargo desde el cual adquirió presencia en el Partido Justicialista tucumano que le permitió establecer sólidos lazos con dirigentes de base y otros dirigentes.
Ante el desgaste del gobierno de Antonio Domingo Bussi (1995-1999), su candidatura se convirtió en la opción alternativa a la fórmula de Fuerza Republicana encabezada por Ricardo Bussi, hijo del general procesado posteriormente imputado por delitos de peculado, contrabando y terrorismo de Estado. Bussi hijo se presentó como candidato a gobernador tucumano a pesar de haber nacido en los Estados Unidos, perdiendo la gobernación frente al justicialista Julio Miranda.
El triunfo electoral de Julio Miranda tomó por sorpresa al bussismo, el cual consideraba el triunfo asegurado. Sin embargo, Bussi y su partido habían subestimado la proliferación de los sub-lemas electorales justicialistas a nivel de Legisladores y Concejales, los cuales impulsaron el voto por la fórmula a gobernador.
Miranda ascendió a la gobernación bajo el gobierno nacional de la Alianza, presidido por Fernando de la Rúa y otorgó el Ministerio de Economía al entonces legislador radical José Jorge Alperovich.  
Durante su gestión comenzó la construcción del Hospital del Este y se devolvió al Archivo Histórico de la Provincia el local que le fuera anteriormente otorgado. Lanzó el Programa "Por un Tucumán limpio y verde", que incluyó la construcción de una planta de tratamiento de residuos de Pacará Pintado.
Durante 2002 murieron 20 niños en Tucumán a causa de desnutrición. Se responsabilizó a la gestión justicialista por la pésima gestión en lo que salud se refiere. La campaña "Operativo Rescate" a cargo de la primera dama Chiche Duhalde rescató parcialmente a la provincia de la crítica situación que se encontraba en su momento.
En julio de 2003 se realizaron elecciones cuando fue elegido José Alperovich como gobernador por el Partido Justicialista.